# Chinesischer Zwergbilch
Der Chinesische Zwergbilch (Typhlomys cinereus) ist ein Nagetier aus der Familie Stachelbilche (Platacanthomyidae). Er kommt im südöstlichen Asien vor.

## Merkmale
Dieses Nagetier erreicht eine Kopf-Rumpf-Länge von 7 bis 10 cm, eine Schwanzlänge von 9 bis 14 cm und ein Gewicht von etwa 18 Gramm. Obwohl die Art zu den Stachelbilchen zählt, hat sie keine Stacheln im Fell und gleicht eher einer gewöhnlichen Hausmaus. Das kurze, dichte Fell ist weich. Der Chinesische Zwergbilch ist auf der Oberseite dunkelgrau und an der Unterseite etwas heller gefärbt mit Ausnahme der weißen Vorderpfoten. An der Schwanzspitze kommt eine Haarquaste vor, die oft weiß ist. Nahe der Wurzel ist der Schwanz spärlich behaart und teilweise mit Schuppen besetzt. Auffällig sind die schmalen Hinterbeine und die kleinen Augen.

## Verbreitung und Habitat

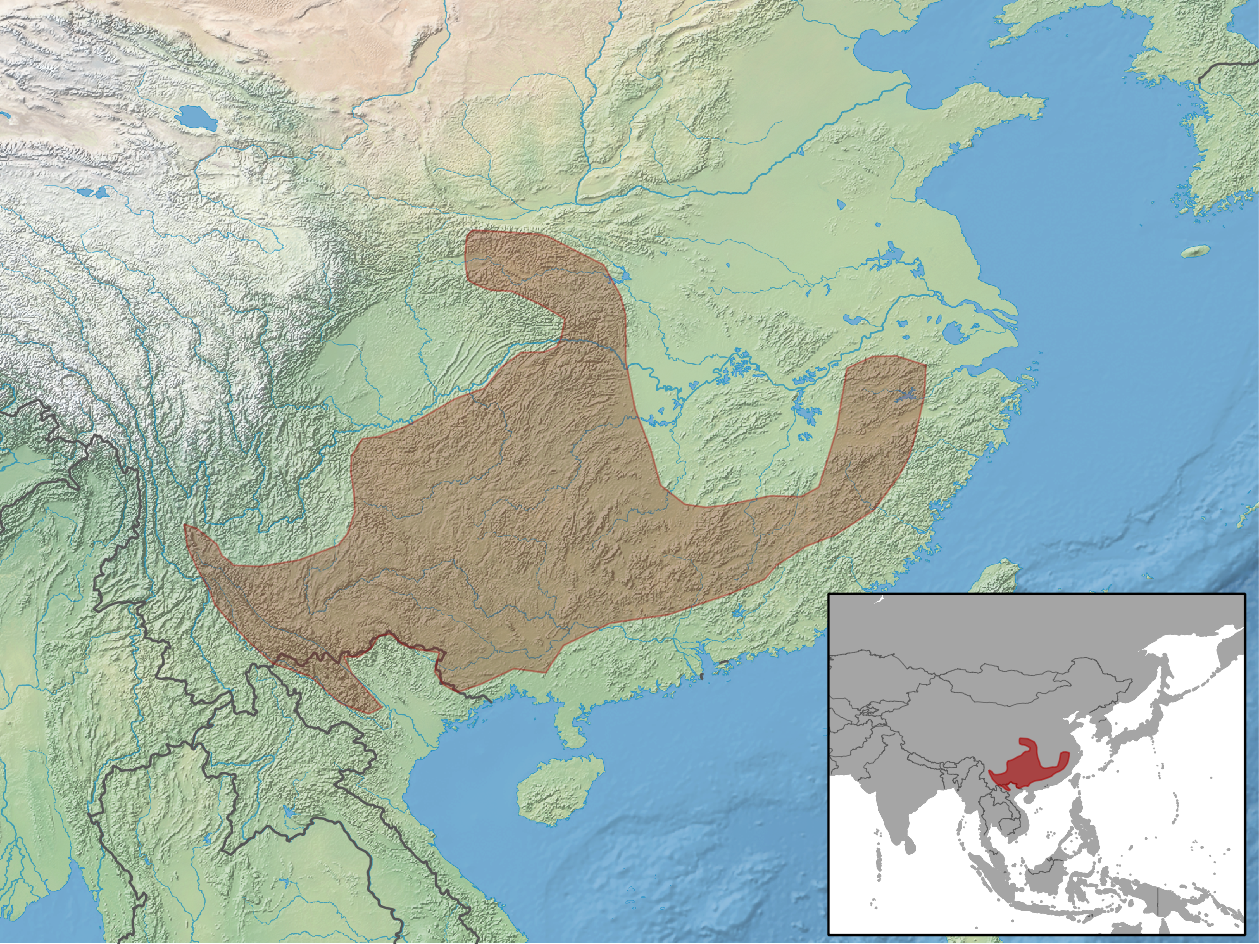
Verbreitungsgebiet

Das Verbreitungsgebiet erstreckt sich über die südöstliche Volksrepublik China und die nördlichsten Regionen Vietnams. Möglicherweise kommt die Art auch im Norden von Laos vor. Der Chinesische Zwergbilch bewohnt bergige Landschaften bis 2.000 Meter Meereshöhe. Die meisten Wälder dieser Regionen zeichnen sich durch kleine Bäume und einen dichten Unterwuchs aus Bambus aus. Manchmal wird der Zwergbilch in anders gearteten Wäldern gefunden.

## Lebensweise
Diese Nagetiere leben in unterirdischen Nestern, jedoch nicht so vorrangig wie Blindmulle. Ansonsten ist fast nichts zu ihrem Verhalten bekannt.

## Parasiten
Mit Typhlomyophthirus bifoliatus und Mirophthirus liae treten beim Chinesischen Zwergbilch zwei Echte Tierlausarten auf, die nur bei dieser Spezies vorkommen.

## Status
Der Gesamtbestand nimmt ab, was jedoch noch keine ernste Gefahr darstellt, und so wird die Art von der IUCN als nicht gefährdet (least concern) gelistet. Die Population in Nordvietnam erhielt von einigen Zoologen den Status einer Unterart, Typhlomys cinereus chapensis und wurde Mitte 2014 zu einer eigenständigen Art (Typhlomys chapensis (Osgood 1932)) erklärt, da sie genetisch stark von der Hauptpopulation abweicht. Diese wird in ihrem Bestand als vom Aussterben bedroht eingeschätzt.